# Maripa repens
Maripa repens är en vindeväxtart som beskrevs av Henry Hurd Rusby. Maripa repens ingår i släktet Maripa och familjen vindeväxter. Inga underarter finns listade i Catalogue of Life.